# Saint-Fons
Saint-Fons település Franciaországban, Métropole de Lyon különleges státuszú nagyvárosban (métropole: nagyjából „megyei jogú város”). Lakosainak száma 19 549 fő (2022. január 1.). Saint-Fons Lyon, Feyzin, Irigny, Vénissieux és Oullins-Pierre-Bénite községekkel határos.

## Népesség
A település népessége az elmúlt években az alábbi módon változott:
| Lakosok száma | 17 584 | 18 156 | 18 640 | 18 802 | 19 254 | 19 617 | 19 500 | 19 360 | 19 549 |
|               | 2013   | 2015   | 2016   | 2017   | 2018   | 2019   | 2020   | 2021   | 2022   |